# Acaciacoris
Acaciacoris is een geslacht van wantsen uit de familie van de Miridae (Blindwantsen). Het geslacht werd voor het eerst wetenschappelijk beschreven door Schaffner in 1977.

## Soorten
Het genus bevat de volgende soorten:

- Acaciacoris acaciae (Knight, 1918)
- Acaciacoris mexicanus Schaffner, 1977
- Acaciacoris xerophilus (Schaffner, 1967)